# Zbigniew Oleśnicki (kardinaal)
Zbigniew Oleśnicki of Sbigneus (Sienno, 5 december 1389 - Sandomierz, 1 april 1455) was de 33e bisschop van Krakau en kardinaal.

## Biografie

Het wapen van Oleśnicki

Zbigniew Oleśnicki was een telg in de Poolse heraldische clan Dębno die grond in Wiślica bezat. Zijn vader, Jan Oleśnicki, was hoveling aan het hof van Hedwig van Polen en bekleedde koninklijke ambten in de regio van Krakau. Zbigniew Oleśnicki genoot een opleiding aan de Jagiellonische Universiteit en diende vanaf 1410 de Poolse Kroon. Hij werd in 1418 benoemd tot kanunnik van de Wawelkathedraal. Vijf jaar later zou hij bisschop van Krakau worden.
Zbigniew Oleśnicki verzette zich in de jaren 30 van de 15e eeuw tegen Spytko III van Melsztyn en veroorzaakte daarmee een korte burgeroorlog die eindigde met de dood van Spytko in 1439.
Hij steunde Wladislaus van Varna in het bemachtigen van de Hongaarse Kroon, maar de afwezigheid van de koning in Krakau zorgde ervoor dat de bisschop vanaf 1440 controle had over de koninklijke beschermheerschap.
Voor zijn steun aan de Tegenpaus Felix V werd Zbigniew Oleśnicki op 20 januari 1440 gewijd tot kardinaal. Paus Nicolaas V erkende zijn rang in 1449 om zijn gehoorzaamheid af te dwingen.
In de jaren 40 van de 15e eeuw was de kardinaal verwikkeld in een oorlog met zijn vervreemde neven (de Krzyanowski), die zijn landgoederen en kastelen aanvielen en plunderen. Ook ontvoerde ze de erfgename Jadwiga Ksieska.
Zbigniew Oleśnicki kocht in 1443 het Bisschoppelijk kasteel van Siewierz.
De kardinaal was tussen 1447 tot zijn dood in 1455 verwikkeld in een politiek conflict met de nieuwe Poolse koning Casimir IV van Polen, die hem een politieke nederlaag bezorgde door zijn politieke macht aanzienlijk in te dammen.
In 1454 kocht hij een groot gebouw naast het Collegium Maius en schonk 1000 Poolse mark aan de Jagiellonische Universiteit voor haar renovatie. Hij overleed op 1 april 1455 aan een verkoudheid die hij de vorige dag had opgelopen tijdens een begrafenisdienst. Hij liet 1000 Poolse mark na voor verdere uitbreiding en onderhoud van het gebouw. Om het huis in te richten schonk hij ook zijn zilverwerk en persoonlijke bibliotheek.

## Politieke macht
Zijn politieke macht verkreeg hij eerst door omzichtige politieke besturing en de overvloedige schatkist van de Kerk van Klein-Polen. Hij gebruikte de inkomsten van het Bisdom van Krakau om landgoederen voor zijn verwanten te kopen totdat die tot de grootgrondbezitters van Zuid-Polen behoorden. Het kasteel van Pińczów symboliseert als zetel van de Oleśnicki-familie deze klim op de sociale ladder. De beschermheerschap die Zbigniew Oleśnicki genoot wist hij te gebruiken om het kapittel van Krakau te voorzien van bondgenoten, waaronder niet minder dan zeven neven. Ook heeft hij zijn neven en nichten aan machtige families uitgehuwelijkt en andere familieleden op belangrijke maatschappelijke posities weten te plaatsen.
Zbigniew Oleśnicki combineerde de belangen van de magisters, het bisdom en de Oleśnicki-familie in een enkele krachtige politieke programma.

## Zbigniew Oleśnicki in de kunsten

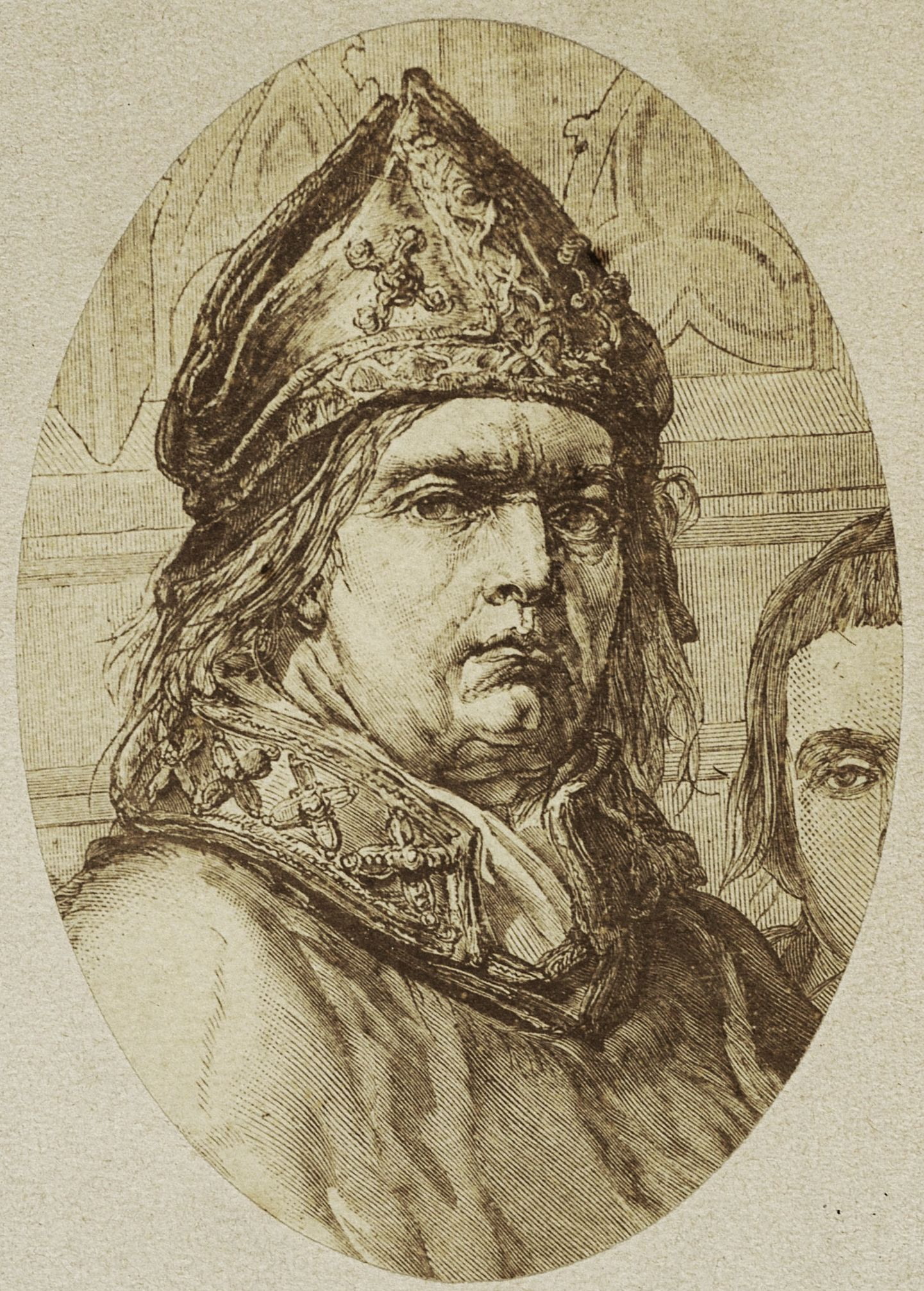
Zbigniew Oleśnicki door Jan Matejko.
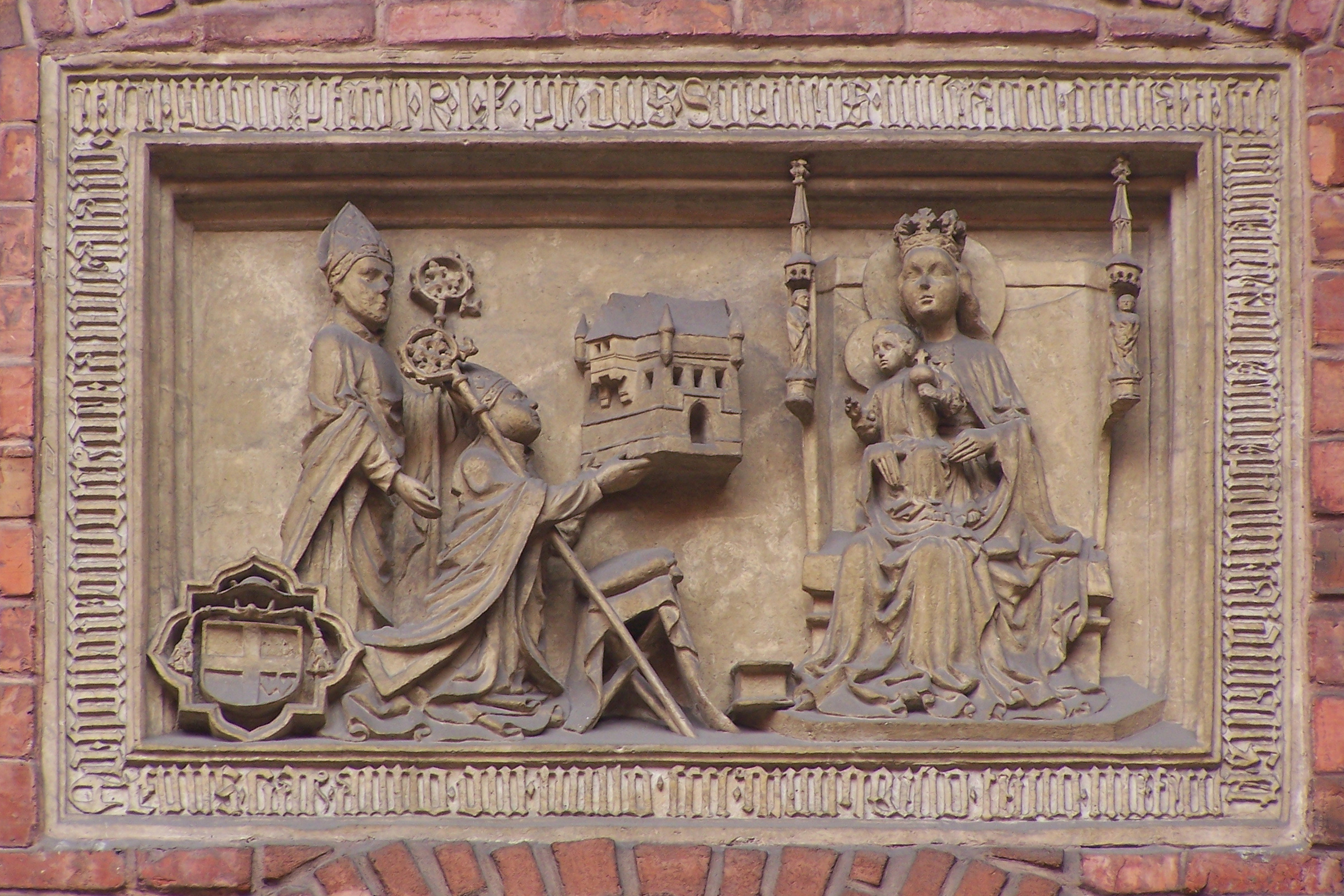
Grafplaat van Zbigniew Oleśnicki. Basiliek van Gniezno.
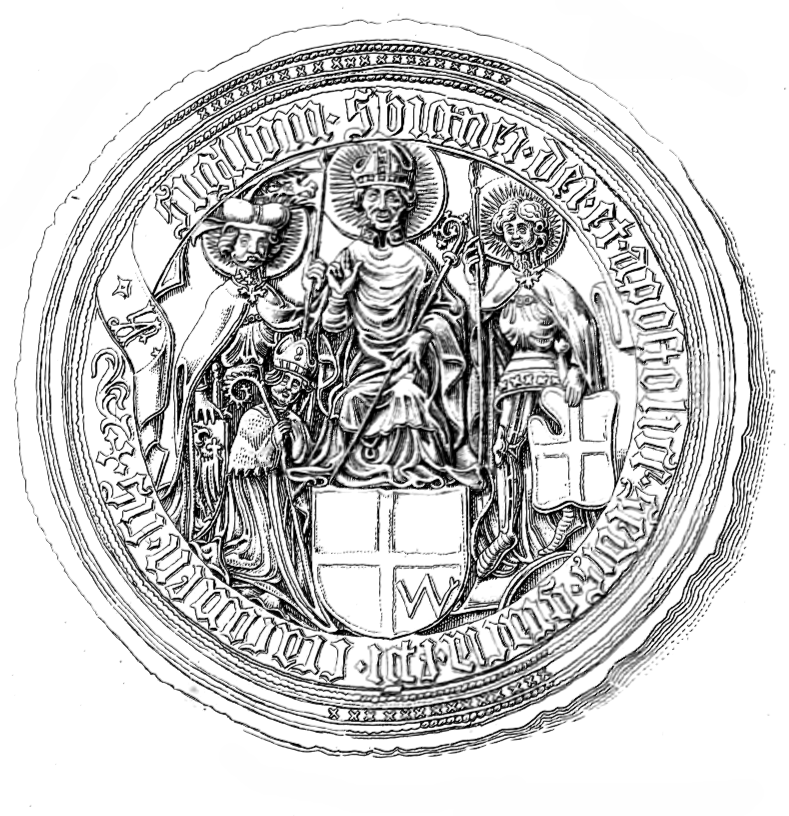
Beeltenis van Zbigniew Oleśnicki. Collegium Maius.
- Zegel van Zbigniew Oleśnicki uit 1438.
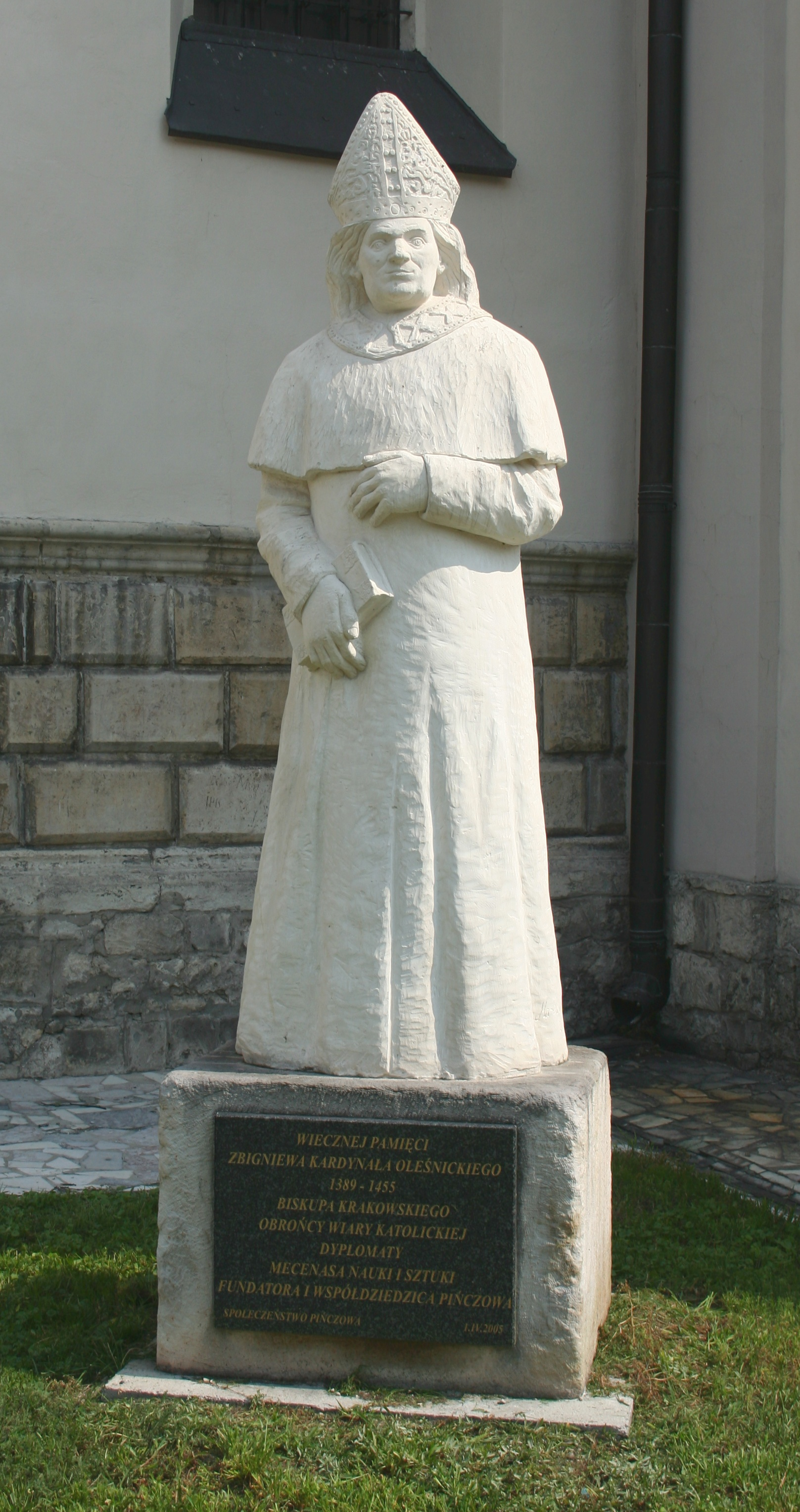
Monument in Pińczów.
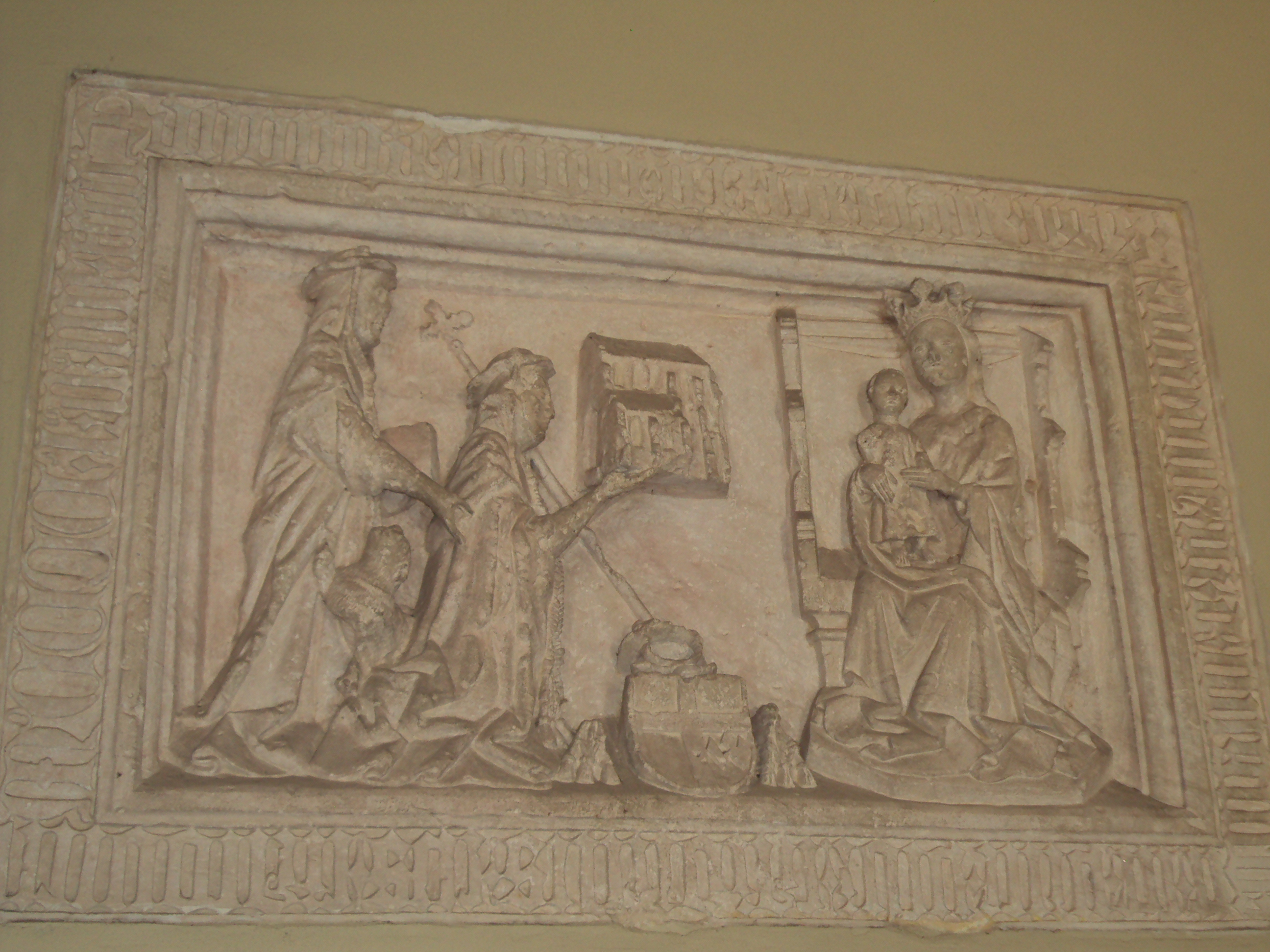
Beeltenis van Zbigniew Oleśnicki op de kerk in Bodzentyn.

## Bezittingen

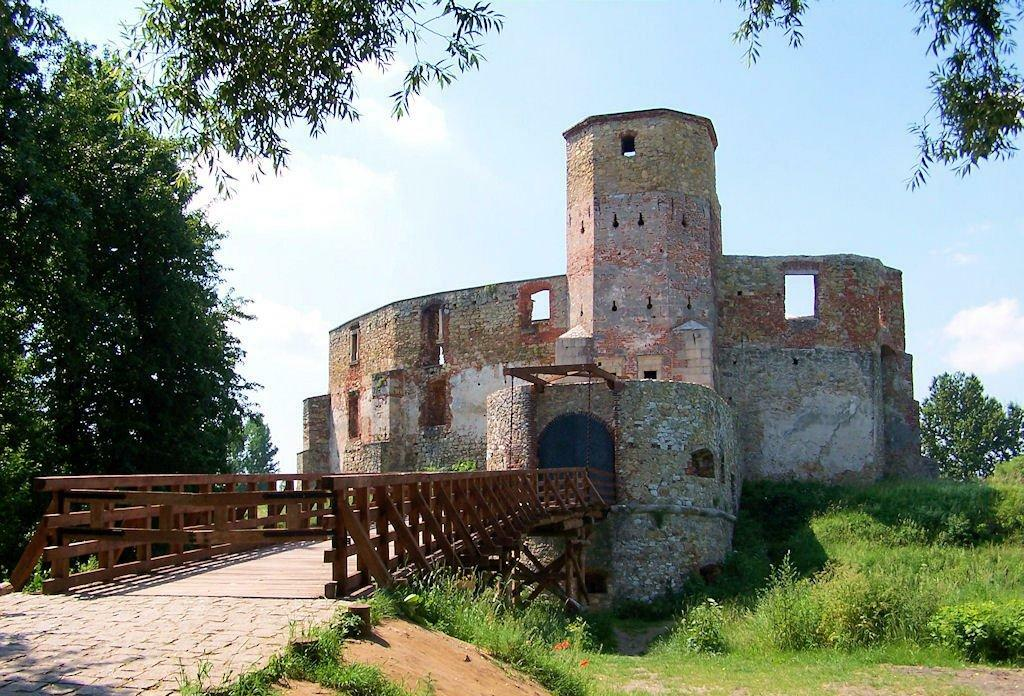
Bisschoppelijk kasteel van Siewierz.

## Gestichte bouwwerken
- Kasteel van Pińczów (zetel van de familie)
- Kerk van Pińczów (1436-1449)
- Kerk van Wojcieszków (1437)
- Kerk van Jastrzębie (1438)
- Kerk van Piotrawin (1440-1442)
- De Heilige Geest kerk in Iłża (1448)
- Kerk van Bodzentyn (1452)
- Grenspaal in Biskupice Radłowskie (1450)
- De "Bursa Jerusalem" in Krakau (1453)
- De Sint-Bernard van Sienna kerk in Krakau (na 1453)
- De Sint-Pieterskerk in Biecz
- Het koor en altaar van de Heilige Kruis kerk in Łyśc
- Huis aan de ul. Kanonicznej nr 5 in Krakau
- Reconstructie van de bisschoppelijke curia in Krakau
- Reconstructie van de bisschoppelijke curia in Kunów[11]

## Familie
- Vader: Jan Oleśnicki. Hoveling.
- Broer: Jan Głowacz Oleśnicki. Maarschalk van Polen (1430-1440), starost-generaal van Krakau (1439) en woiwode van Sandomierz (1443)
- Oom: Dobiesław van Sienno. Kastelein van Sandomierz (1435) en starost-generaal van Krakau (1438)
- Neef: Jakub van Sienno. Bisschop van Krakau (1461-1463), bisschop van Włocławek (1464-1473) en aartsbisschop van Gniezno (1474-1480).